# Karsibór (wyspa)
Karsibór (do 1945 niem. Kaseburg, Caseburg) – wyspa między Zalewem Szczecińskim i Starą Świną, w Polsce, w województwie zachodniopomorskim, w Świnoujściu; poza Uznamem i Wolinem jedna z trzech zamieszkałych wysp (z 44), na których leży miasto. 

## Charakterystyka
Leży przy północnej części Zalewu, na południe od wyspy Wolin, od której oddzielona jest Starą Świną. Wyspa powstała przez przekopanie południowo-wschodniego półwyspu wyspy Uznam Kanałem Piastowskim (bud. 1874–1880), który skrócił drogę wodną ze Świnoujścia do portu w Szczecinie. W północno-zachodniej części połączona jest Mostem Piastowskim z wyspą Wolin (Ognica). 
Wyspa ma ok. 14 km² powierzchni. Są to głównie równiny zajęte przez nieużytki, pastwiska i plantacje trzciny. W zachodniej części pokrywają ją Lasy Karsiborskie (pow. ok. 4 km²). Od południa otoczona jest wodami Zalewu Szczecińskiego. Na północy granicę Karsiboru stanowią ramiona Starej Świny – Rzecki Nurt i Młyńska Toń. Na wschód rozciąga się kraina ponad 40 wysp wstecznej delty Świny, z których większe to Warne Kępy, Wielki Krzek i Karsiborska Kępa.
Nazwa wyspy pochodzi od nazwy wsi (obecnie części miasta Świnoujścia) – Karsiboru. Jest to bardzo stara pomorska nazwa. Obowiązuje od 1945 roku. W dialektach zachodniopomorskich „karś”, „karśniawy” znaczyło „lewy”, nazwę wyspy można zatem tłumaczyć jako „bór po lewej stronie”.

## Zdjęcia

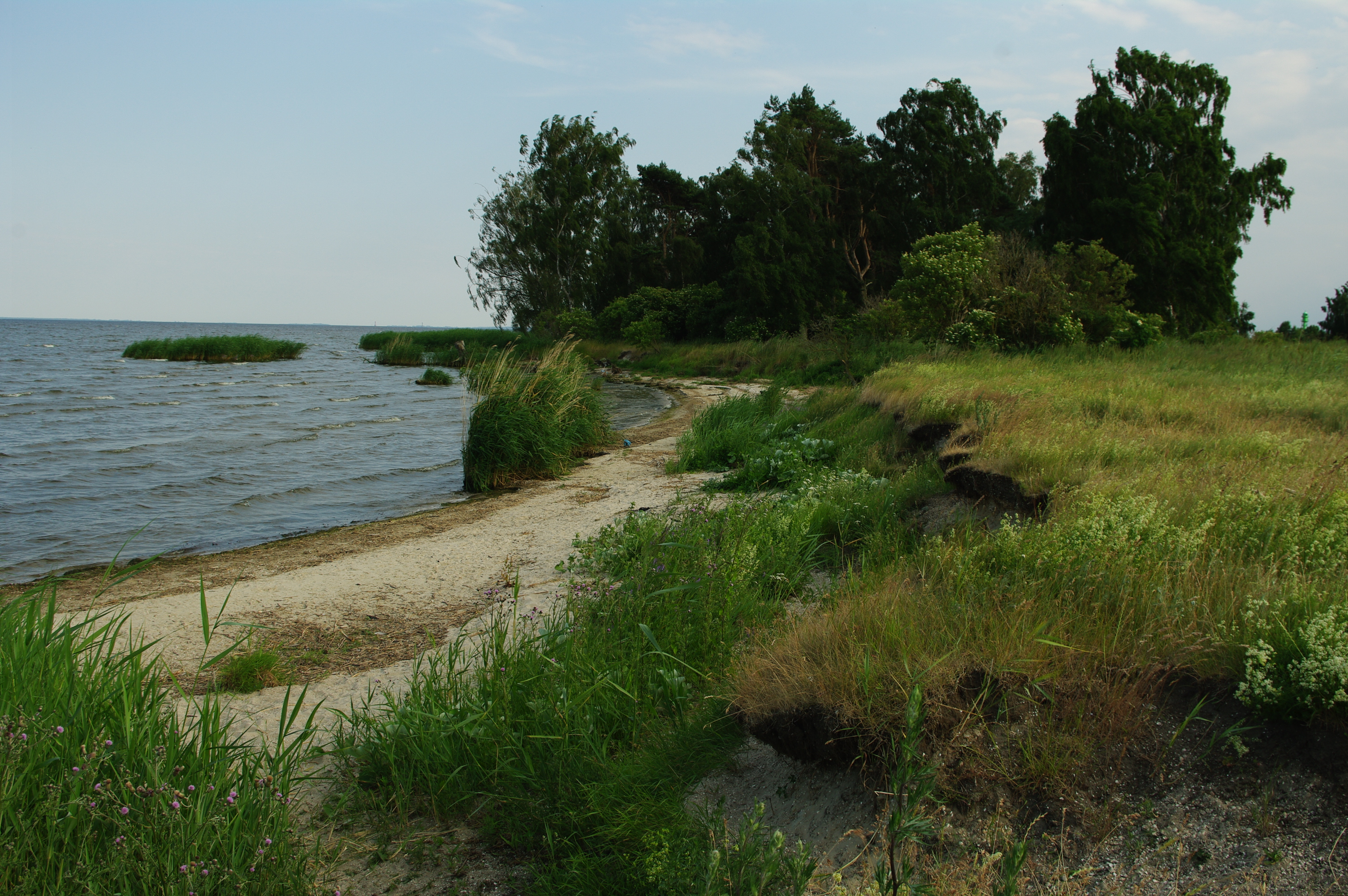
Zalew Szczeciński
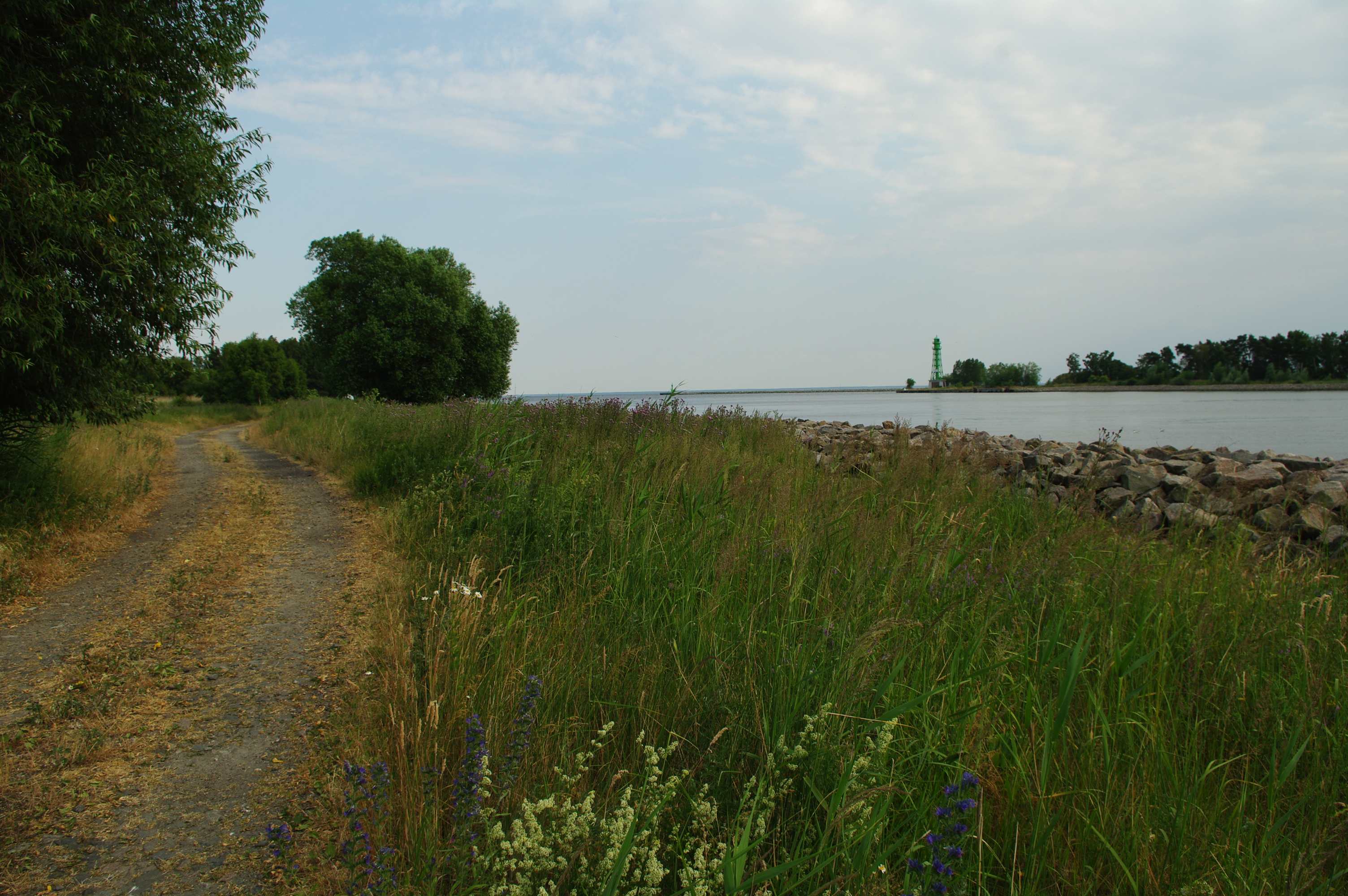
Kanał Piastowski
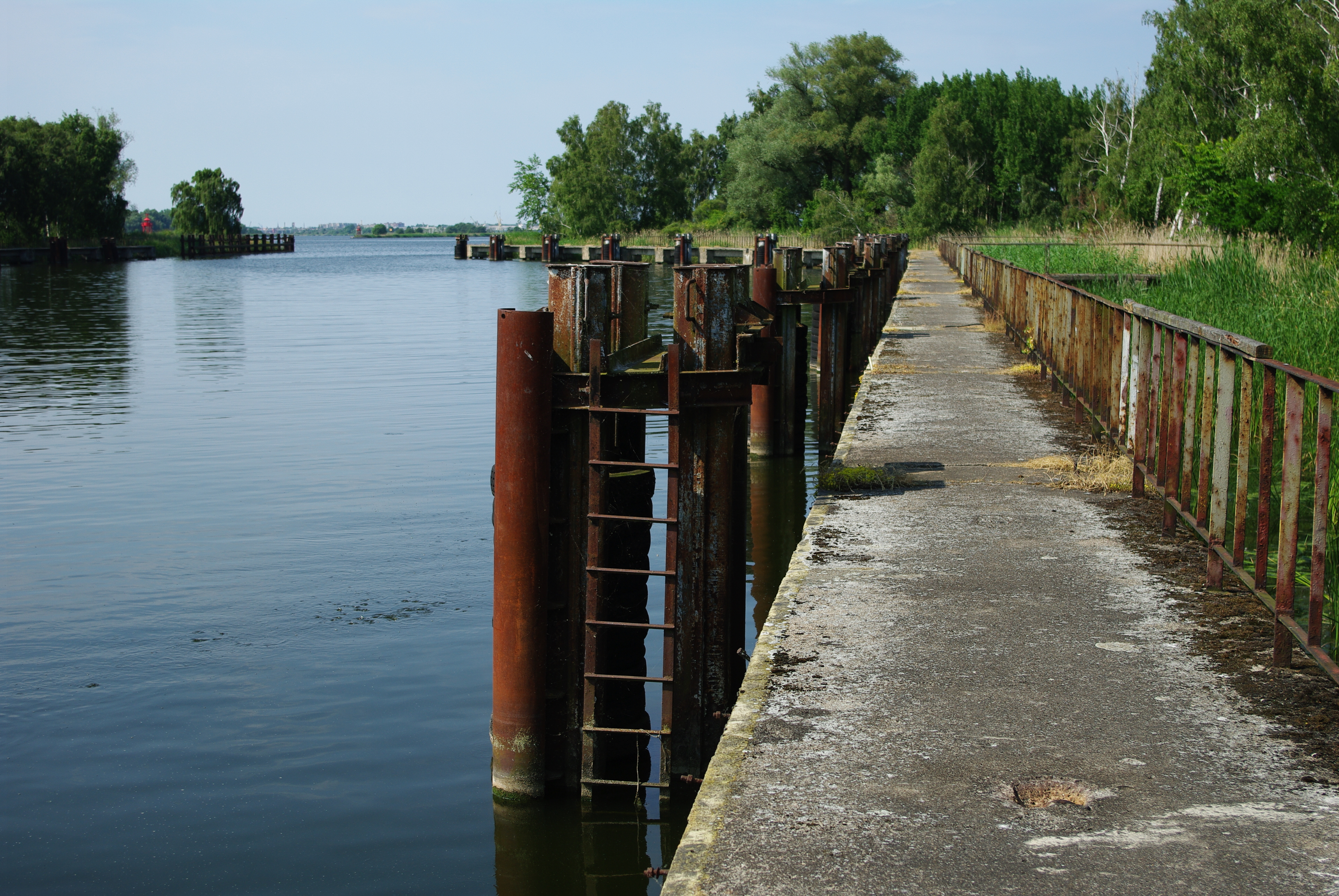
Basen U-Bootów